# Parnngurr
Parnngurr, auch Parnngurr (Cotton Creek) oder Parnngurr Community geschrieben, ist eine Ortschaft in Western Australia in Australien, die 280 Kilometer von Jigalong und 380 Kilometer westlich von Newman liegt. Die Aborigines-Siedlung liegt am Ende der Great Sandy Desert einige Kilometer südöstlich des Cotton Creek, einem Nebenfluss des Rudall River. Der Ort im East Pilbara Shire ist während der Regensaison über den unbefestigten 380 Kilometer langen Talawana Track häufig nicht erreichbar. 

## Geschichte
1986 entstand die Aborigines-Siedlung Parnngurr im neu angelegten Rudall-River-Nationalpark durch die Aborigines der Martu. Diese Siedlung ist Ausdruck des Outstation Movement, als zahlreiche indigene Familien aus der Zivilisation ins Outback zurückkehrten, um dort als traditionelle Jäger und Sammler zu leben. 
In den 1980er und bis in die 1990er Jahre betätigte sich ein Großteil der Bewohner als Selbstversorger. Ein Teil der Bewohner geht auch heute zur Jagd und sucht nach Bush Food. Dabei fahren sie mit Fahrzeugen mit Allradantrieb bis zu 50 Kilometer in die nähere Umgebung, da es in der unmittelbaren Umgebung keine ertragreichen Gebiete mehr gibt. Die Kinder des Ortes werden von den Erwachsenen in ihre überkommene Kultur und in die Gepflogenheiten der Selbstversorgung eingewiesen. Je nachdem halten sich 300 bis 500 Menschen in dem Ort auf, die zu den Clans der Manyjilyjarra, Warnman und Kartujarra gehören.
2011 lebten in dem Ort 117 Menschen in 25 Haushalten. Im Ort gibt es einen Einkaufsladen, eine Schule, Klinik, Tankstelle, ein Gemeinschaftsgebäude und ortsnah eine Landepiste. Mittlerweile arbeitet ein Teil der Bewohner in den Bergwerken in der Umgebung. Malende Aborigines im Ort erstellen künstlerische Bildwerke und Frauen kunsthandwerkliche Gegenstände, die in Newman zum Verkauf angeboten werden. Reisende auf dem Weg zum Rudall-River-Nationalpark und zur Canning Stock Route besuchen Parrngurr häufig.

## Native Title
Die Martu halten seit 2002 einen der größten Native Title Australiens, der ihnen Besitz- und Nutzungsrechte über ein Gebiet von 136.000 km einräumt, in dem auch die Telfer-Goldmine liegt und weitere Rohstoffvorkommen liegen.